# 萬戶侯
萬戶侯（1587—1652），直隶常州府武進縣軍籍，明末政治人物，進士出身。

## 家族
高祖萬廷芳；曾祖萬希哲；祖父萬伋；父萬文辉；母顾氏；妻王氏；兄萬里侯；二子萬厚生、萬鲁生；外孙岳宏誉。

## 生平
天启四年（1624年）甲子科舉人，乡试二十三名，登崇禎元年（1628年）戊辰科進士，殿试二甲第十名。历任山东东昌府临清州知州，诰授奉直大夫，升任浙江杭嘉湖道，晋封中宪大夫。